# Aéroport d'Araguaína
L'aéroport d'Araguaína (code IATA : AUX • code OACI : SWGN) est l'aéroport desservant la ville d'Araguaína au Brésil.
Il est exploité par Esaero.

## Historique
L'aéroport est la principale porte d'entrée de la région Nord de l'État de Tocantins, et la région Sud des États du Pará et du Maranhão. Le terminal dispose d'une salle d'embarquement climatisée capable de contenir l'équivalent du nombre de passagers transportés par un Boeing 737-400.

## Compagnies aériennes et destinations
| Compagnies            | Destinations                                         |
| --------------------- | ---------------------------------------------------- |
| Voepass Linhas Aéreas | Goiânia, Palmas, Ribeirão Preto, São Paulo-Guarulhos |

## Accès
L'aéroport est situé à 8 km du centre-ville d'Araguaína.